# 穆卡尔·乔尔蓬巴耶夫
穆卡尔·沙尔塔科维奇·乔尔蓬巴耶夫（1950年3月29日—2020年5月24日），吉尔吉斯斯坦政治人物，前最高议会议长。

## 生平
1950年生于伊塞克湖州乌留克图村。1976年毕业于吉尔吉斯国立大学，在检察院任职。1984年至1991年，历任吉尔吉斯苏维埃社会主义共和国最高苏维埃主席团法律委员会副主任、主任。苏联解体后，历任楚河州政府司法部长兼吉尔吉斯共和国总统办公室主任（1991年－1993年）、吉尔吉斯共和国司法部长（1993年－1995年）、最高议会议长（1995年－1996年）等职。
2020年5月5日，因感染2019冠状病毒而导致健康状况恶化入院治疗，12日转入重症监护室，24日不幸逝世。